# Hòa Nghĩa (phường)
Hòa Nghĩa là một phường thuộc quận Dương Kinh, thành phố Hải Phòng, Việt Nam.
Phường Hòa Nghĩa có diện tích 11,14 km², dân số năm 2007 là 12245 người, mật độ dân số đạt 1099 người/km².
Địa giới hành chính phường Hòa Nghĩa: Đông giáp phường Hải Thành và phường Tân Thành; Tây giáp huyện Kiến Thụy; Nam giáp quận Đồ Sơn và huyện Kiến Thụy; Bắc giáp phường Anh Dũng.
Đây là địa phương có dự án Đường cao tốc Ninh Bình – Hải Phòng đi qua.